# Matrimoni a la italiana
Matrimoni a la italiana (títol original en italià Matrimonio all'italiana) és una pel·lícula italiana dirigida per Vittorio De Sica, estrenada el 1964. Ha estat doblada al català.

## Argument
Domenico Soriano, un ric seductor napolità, ha conegut una prostituta, Filumena Marturano, que treu del carrer i convida a compartir la seva vida. Però Filumena es troba des d'aleshores reduïda al paper de minyona per a la mare de Domenico. Un dia, malalta i a punt de morir, Filumena demana a Domenico que es casi amb ell en urgència. Veient-hi una bona ocasió d'alleujar la seva consciència, Domenico accepta el matrimoni, a la capçalera de Filumena. Tanmateix, una vegada el matrimoni pronunciat, la núvia s'aixeca de sobte del seu llit, revelant així el seu estratagema per assegurar la seva estabilitat econòmica i garantir un futur als seus tres fills, dels quals havia amagat sempre l'existència a Domenico. Li reconeix fins i tot que un d'ells és el seu fill, però no li precisa de quin es tracta, de por que no assumeixi la seva responsabilitat de pare només amb ell. Després d'haver buscat inútilment quin d'aquests nens era el seu fill, i després de nombroses amenaces envers Filumena, Domenico accepta finalment els tres nens com els seus, permetent així a la seva dona ser feliç. Sota la forma d'un fil continu de flashback sobre els vint últims anys dels personatges, la pel·lícula ens presenta les relacions complexes que lliguen aquests dos amants.

## Repartiment
- Sophia Loren: Filumena Marturano
- Marcello Mastroianni: Domenico Soriano
- Aldo Puglisi: Alfredo
- Tecla Scarano: Rosalia
- Marilù Tolo: Diana
- Gianni Ridolfi: Umberto
- Generoso Cortini: Michele

## Premis i nominacions

### Premis
- 1965: Globus d'Or a la millor pel·lícula de parla no anglesa

### Nominacions
- 1965: Oscar a la millor actriu per Sophia Loren
- 1965: Globus d'Or a la millor pel·lícula musical o còmica per Sophia Loren
- 1965: Globus d'Or al millor actor musical o còmic per Marcello Mastroianni
- 1966: Oscar a la millor pel·lícula de parla no anglesa